# بيل ستيرنز
بيل ستيرنز (بالإنجليزية: Bill Stearns)‏ هو لاعب كرة قاعدة أمريكي، ولد في 20 مارس 1853 في واشنطن العاصمة في الولايات المتحدة، وتوفي بنفس المكان في 30 ديسمبر 1898.

## وصلات خارجية
- بيل ستيرنز على موقعبيزبول رفرنس.كوم (الدوري الرئيسي) (الإنجليزية)